# Wrona haitańska
Wrona haitańska, wrona palmowa (Corvus palmarum) – gatunek średniej wielkości ptaka z rodziny krukowatych (Corvidae). Zamieszkuje Dominikanę i Haiti. Nazwy lokalne tego gatunku to cao, Ti Kaw, Ti Gragra i Corneille Palmiste.

## Systematyka
Gatunek opisany po raz pierwszy przez Pawła Wilhema Wirtemberskiego w roku 1835 jako czarnobrązowy ptak wielkości kawki.
Według badań genetycznych z roku 2012, wrona haitańska jest kladem siostrzanym dla wrony rybożernej.
Jest to gatunek monotypowy. Za podgatunek wrony haitańskiej uznawano występującą na Kubie wronę palmową (Corvus minutus), opisaną w roku 1852 przez Juana Gundlacha, ale jest ona obecnie powszechnie uznawana za osobny gatunek. Zmiany tej nie uwzględniła jeszcze Międzynarodowa Unia Ochrony Przyrody (IUCN).
Etymologia nazwy naukowej: zarówno nazwa rodzajowa, jak i epitet gatunkowy wywodzą się z łaciny (corvus – kruk, palmarum – palmowy).

## Charakterystyka

### Średnie wymiary ciała
Długość ciała wrony haitańskiej to około 34–38 cm, podawana również wartość do 43 cm. Skrzydło osiąga długość 22,7–26,4 cm. Ogony osobników, na których dokonywano pomiarów, miały długość 13,5–15 cm. Średnie wymiary skoku to 4,9–5,1 cm. Dziób wrony haitańskiej ma około 4,4–5,5 cm. Brak wiarygodnych danych dotyczących masy ciała; w jednym ze źródeł podano wynik 289 g, ale jest to uśredniona masa dwóch osobników z Kuby, czyli osobnego obecnie gatunku – wrony palmowej. Wrona haitańska osiąga średnio nieco większe rozmiary od wrony palmowej.

### Wygląd zewnętrzny
Mocny, czarny, lekko zakrzywiony dziób o ostrym zakończeniu. Upierzenie przy nasadzie dzioba dobrze rozwinięte i zakrywające nozdrza. Tęczówki o ciemnobrązowej barwie. Pióra pokrywające szyję mają szare podstawy. Ogon średniej długości, z płaską końcówką. Stosunkowo krótkie skrzydła, co jest zauważalne zwłaszcza podczas lotu. Całość upierzenia jest szorstka, o czarnym kolorze i widocznym połysku; brak różnicy w wyglądzie między płciami. Blask na piórach wrony haitańskiej może mieć niebieskie lub fioletowe zabarwienie. Z upływem czasu upierzenie staje się bardziej wyblakłe i zyskuje ciemnobrązowy kolor. Nogi czarne. Upierzenie osobników młodych jest pozbawione połysku i ma mniej intensywny odcień czerni, podobnie jak u przedstawicieli C. minutus niezależnie od ich wieku.

## Występowanie

### Środowisko
Wrona haitańska zamieszkuje przede wszystkim obszary leśne i ich okolice. Spotykana na terenach bagnistych i zakrzewionych, również suchych. Preferuje górskie lasy sosnowe na wysokości ponad 750–1300 m n.p.m. do 3000 m n.p.m., ale występuje także w lasach położonych na nizinach. Może przebywać także na obszarach, gdzie lasy są rozłożone w sposób nieregularny ze względu na tworzenie pól uprawnych.

### Zasięg występowania
Wrona haitańska dawniej była szeroko rozpowszechniona na wyspie Haiti. Obecnie widywana głównie w pasmach górskich Sierra de Baoruco i Chaîne de la Selle, w Kordylierze Środkowej (Dominikana) i na Isla Cabritos.

## Pożywienie
Gatunek wszystkożerny. W skład diety wrony haitańskiej wchodzą bezkręgowce (między innymi chrząszcze, gąsienice, cykady i ślimaki), małe kręgowce, a także nasiona i owoce.

## Tryb życia i zachowanie
Wrona haitańska prowadzi stadny tryb życia. Często widywana w niewielkich grupach od czterech do sześciu osobników. Łączy się również w stada liczące najczęściej mniej niż 20 ptaków, czasem jest to 30–50 osobników, sporadycznie ponad 200. Może poszukiwać pożywienia wspólnie z innymi krukowatymi, między innymi z wroną antylską i wroną kubańską. Nie jest zbyt płochliwa – obserwator może zbliżyć się na odległość około 20 metrów, a sam ptak czasami podchodzi do człowieka na dystans 3–4 metrów, jednocześnie głośno nawołując i machając ogonem. Może gonić i dręczyć ptaki większe od siebie, na przykład ślepowrony żółtoczelne, dopóki atakowane ptaki nie znajdą schronienia. Zdarza się, że poszukuje jedzenia blisko lokalnych sklepów z żywnością.
Lot wrony haitańskiej ma stały charakter, ze stosunkowo szybkim machaniem skrzydłami ze względu na relatywnie szerokie i krótkie skrzydła. Na ogół przelatuje nisko, zazwyczaj między drzewami, rzadziej ponad ich koronami. Podczas nawoływania często wykonuje ruchy ogonem, jednocześnie kierując skrzydła ku ziemi. Ruchy ogona obserwowane są również poza momentami wydawania odgłosów.

### Głos
Dźwięki wydawane przez wronę haitańską są opisywane jako wysokie, szorstkie, nosowe aaar lub cao cao (od czego pochodzi jedna z nazw lokalnych) z wibrującą nutą, często powtarzane dwukrotnie lub w dłuższej serii (do sześciu zawołań). Odstępy czasowe między poszczególnymi dźwiękami oraz tonacja są zmienne. Odnotowywano przypadki wspólnego nawoływania całych stad wron haitańskich. Niektóre z odgłosów są porównywane do tych wydawanych przez wronę amerykańską. Głos podgatunku minutus jest pozbawiony wibrującego tonu i na początku można zauważyć raptowne wzniesienie wysokości zawołania, po którym następuje jej stopniowe opadanie.

## Rozród
Gniazdo to platforma składająca się z luźno ułożonych gałązek. Wrona haitańska buduje je na wysokości dziesięciu metrów lub wyżej, najczęściej na sosnach lub drzewach palmowych. Okres lęgowy trwa od marca do maja, być może nawet do lipca. Składanie jaj odnotowano pod koniec kwietnia. Samica składa od trzech do czterech jaj. Mają one jasnozieloną lub żółtawą skorupę pokrytą oliwkowymi lub zielonkawobrązowymi plamami.

## Status, zagrożenie i ochrona
IUCN nadal stosuje starsze ujęcie systematyczne (z wroną palmową jako podgatunkiem) i od 2018 roku uznaje wronę haitańską za gatunek najmniejszej troski (LC, Least Concern); wcześniej, od 2008 roku miała ona status „bliski zagrożenia” (NT, Near Threatened). Trend liczebności populacji uznawany jest za spadkowy.
Jednym z najbardziej znaczących czynników wpływających na zmniejszanie populacji jest postępujące niszczenie lasów na potrzeby zakładania pól uprawnych oraz pastwisk dla bydła, a także budowy domów. Ponadto zdarza się, że ludzie polują na wrony haitańskie dla rozrywki lub w celu spożycia jej mięsa. Poza tym obecność człowieka może zakłócać spokój w miejscach, gdzie ptaki poszukują pożywienia i zakładają gniazda; przedstawiciele gatunku starają się wybierać tereny, na których gęstość zaludnienia jest najmniejsza.